# Атанияз ходжа
Атанияз ходжа — посол Хивинского ханства, прибывший в 1841 году в Россию и лично принятый царем Николаем I.

## Миссия посла
В 1840 году правитель Хорезма Аллакули-хан отправил послом в Санкт-Петербург крупного чиновника Атанияз Ходжу-Реис-Муфтия, для установления добрых отношений с Российской империей. Добравшись, он был принят в марте 1841 года. Российская сторона выразила готовность покровительствовать установлению и упрочению добрых соседственных сношений. В ответ в Хорезм была отправлена дипломатическая миссия капитана Никифорова.
Следует отметить, что жители всегда называли свое государство как Хорезм, а Хивинским ханством стало называться у российских историков в честь своей столицы — Хивы после XVII века.